# 葛定辰
葛定辰（1606年—1664年），字爰三，浙江杭州府海寧縣人，明末清初書畫家。

## 生平
崇禎十二年（1639年）己卯科浙江鄉試第五名舉人。明亡後，不再出仕，寄情書畫。著有《詠言堂集》。

## 家族
葛徵璠子，葛徵奇侄。
第三女葛宜，適諸生朱爾邁，工書、画、算、弈，且兼通天文。有《玉窗遺稿》。